# Le Boudin (marche de la Légion)
Pour les articles homonymes, voir Boudin.
 (juin 2022).
Si vous disposez d'ouvrages ou d'articles de référence ou si vous connaissez des sites web de qualité traitant du thème abordé ici, merci de compléter l'article en donnant les références utiles à sa vérifiabilité et en les liant à la section « Notes et références ».

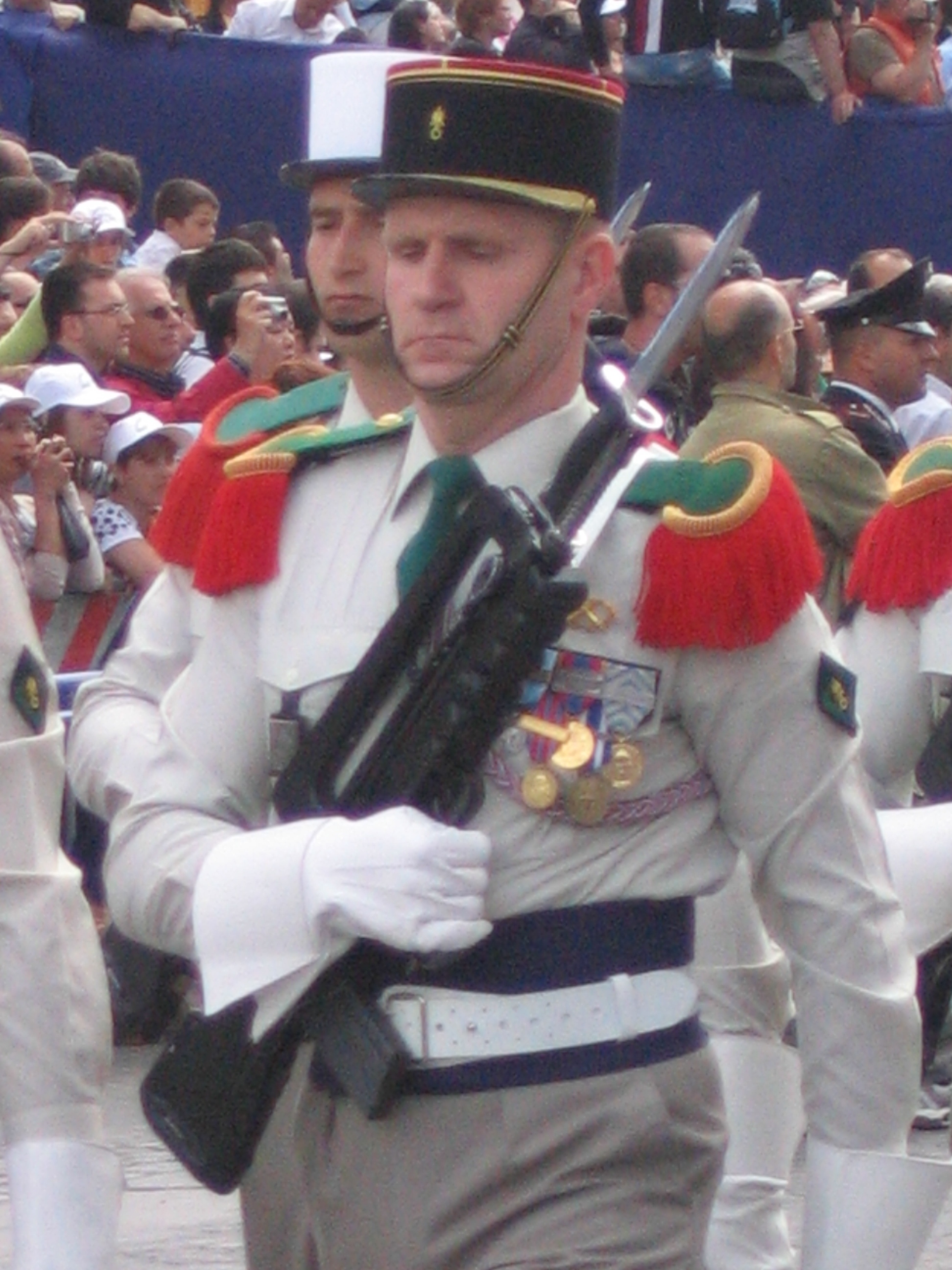
Troupe du 2ème régiment étranger d'infanterie.

Le Boudin est la chanson de marche officielle de la Légion étrangère en France. Son rythme fait marcher la troupe à la cadence de 88 pas par minute, alors que généralement les marches des autres régiments sont fondées sur une cadence de 120 pas par minute. Le « pas Légion » plus lent que celui des autres corps oblige la Légion à défiler en dernier, lors des cérémonies officielles.

## Étymologie
Les origines du mot « boudin », comme celles du célèbre refrain, sont assez mal connues. Il pourrait trouver son origine dans la toile de tente roulée sur le sac des légionnaires et qu’on appelait volontiers du nom de ce produit charcutier.

## Musique
Elle aurait été composée par Wilhem, au retour des guerres de Crimée ou du Mexique. Elle aurait ensuite été entièrement réorchestrée, harmonisée et constituée par le chef de musique de la Légion, A. Dussenty.

### Neutralité belge dans l'expédition du Mexique
Une version situe l’origine de ces paroles avant l’embarquement de la Légion pour le Mexique.  Le régiment étranger est rassemblé pour y parfaire ses préparatifs en vue d’une campagne lointaine aux conditions climatiques particulièrement pénibles. La tenue est aménagée en conséquence et l’on adopte un paquetage allégé, porté en bandoulière surnommé « boudin » en raison de sa forme. Apprenant que la Légion étrangère doit être engagée dans ce conflit, le roi des Belges, Léopold Ier, invoquant le besoin de neutralité de son jeune royaume déjà bien compromis par sa fille Charlotte de Belgique, épouse de Maximilien Ier d'Autriche, Empereur du Mexique, intervient auprès de Napoléon III pour qu’aucun de ses sujets ne participe aux opérations projetées. Napoléon acquiesce à cette requête et donne l’ordre de renvoyer en Algérie les ressortissants belges. Au rassemblement des unités, on fait sortir des rangs les légionnaires concernés et on leur fait restituer le fameux paquetage spécial. Ignorant les raisons diplomatiques de cette réintégration, les légionnaires montrent qu'ils réprouvent l’éviction de leurs camarades belges en chantant avec ironie les paroles célèbres.

### Réduction et préférence de recrutement dans la Légion
Une autre version semble trouver ses sources dans la diminution des effectifs de la Légion et une décision ministérielle du 6 mars 1871, rappelée par une circulaire du 27 novembre 1873, qui suspend d’une manière générale les engagements volontaires des étrangers et spécifie que seuls les Alsaciens, les Lorrains (notamment ressortissants des régions annexées par le nouvel Empire Allemand et devenus de facto et de jure des étrangers) et les Suisses peuvent obtenir des autorisations. Cette règle ne fut-elle jamais contournée ? Il est permis d’en douter. Elle a cependant un résultat  pendant cette période : le remplacement presque total des étrangers de toutes nationalités, à mesure de leur libération, par des Alsaciens, des Lorrains et des Suisses. La moyenne d’âge des légionnaires s’en trouve abaissée puisque les Lorrains et les Alsaciens qui affluent s’engagent jeunes.

### Neutralité belge dans la guerre franco-prussienne de 1870
Une troisième version, dite traditionnelle, est généralement reconnue. Les paroles actuelles ont probablement été adoptées vers 1870. Avant la guerre franco-prussienne, une version remplace le « boudin » par « les rosses ». Lorsque la guerre éclate, la France décide que la Légion étrangère doit y participer. Le roi des Belges, Léopold II, demande formellement que les légionnaires ressortissants de son pays ne participent pas à ce conflit en raison de la neutralité de la Belgique afin d’éviter un casus belli avec la Prusse voisine. Le gouvernement français accède à cette demande, et les légionnaires en partance pour la métropole chantent à leurs malheureux camarades ces paroles quelque peu désobligeantes.

## Paroles
Refrain
Tiens, voilà du boudin, voilà du boudin, voilà du boudin
Pour les Alsaciens, les Suisses et les Lorrains,
Pour les Belges, y en a plus, Pour les Belges, y en a plus,
Ce sont des tireurs au cul.
Pour les Belges, y en a plus, Pour les Belges, y en a plus,
Ce sont des tireurs au cul.
1re sonnerie
Nous sommes des dégourdis,
Nous sommes des lascars
Des types pas ordinaires.
Nous avons souvent notre cafard,
Nous sommes des légionnaires.
1er couplet
Au Tonkin, la Légion immortelle
À Tuyen-Quang illustra notre drapeau,
Héros de Camerone et frères modèles
Dormez en paix dans vos tombeaux.
Refrain
2e sonnerie
Nos anciens ont su mourir.
Pour la gloire de la Légion.
Nous saurons bien tous périr
Suivant la tradition.

2e couplet
Au cours de nos campagnes lointaines,
Affrontant la fièvre et le feu,
Oublions avec nos peines,
La mort qui nous oublie si peu.
Nous la Légion.
Refrain

## Au cinéma
Sauf indication contraire, les informations mentionnées dans cette section peuvent être confirmées par le générique de fin de l'œuvre audiovisuelle présentée ici, ainsi que par la base de données cinématographiques IMDb,  présente dans la section « Liens externes ».
- Légionnaire (1998), Peter MacDonald.
- La Guerre des boutons (2011), Yann Samuell - bande originale.
- La Nouvelle Guerre des boutons (2011), Christophe Barratier - bande originale.

### Sources bibliographiques
- Recueil des traditions de la Légion étrangère (du Commandement de la Légion Etrangère n° 008442 COMLE du 12 juillet 2005 directive du Commandement de la Légion Etrangère n° 008442 COMLE du 12 juillet 2005 : page 87 : chapitre 5 : les chants à la L E, dont page 87 : fiche n° 14 idem, I. les chants de tradition, 1. 1. Le "Boudin" , page 92 : partition et texte du chant; page 201 : annexe n°9 de la fiche n° 14). Le signataire de la directive était le général Bruno Dary, alors COMLE..
- Yves Debay, La Légion étrangère, t. 1. La tradition, Paris, Histoire & collections, 1992, 128 p. (ISBN 978-2-90818-219-4, OCLC 31463840, lire en ligne), p. 46.
- Comité de l'Afrique française, Comité du Maroc, Bulletin, vol. 42, Paris, Comité de l'Afrique française, 1932 (lire en ligne).
- Carnet de chants de la Légion Etrangère : nouvelle édition diffusée au 30 avril 2024 : 68 chants, dont le 1er du carnet : le "Boudin"[4].